# Schloss Heers

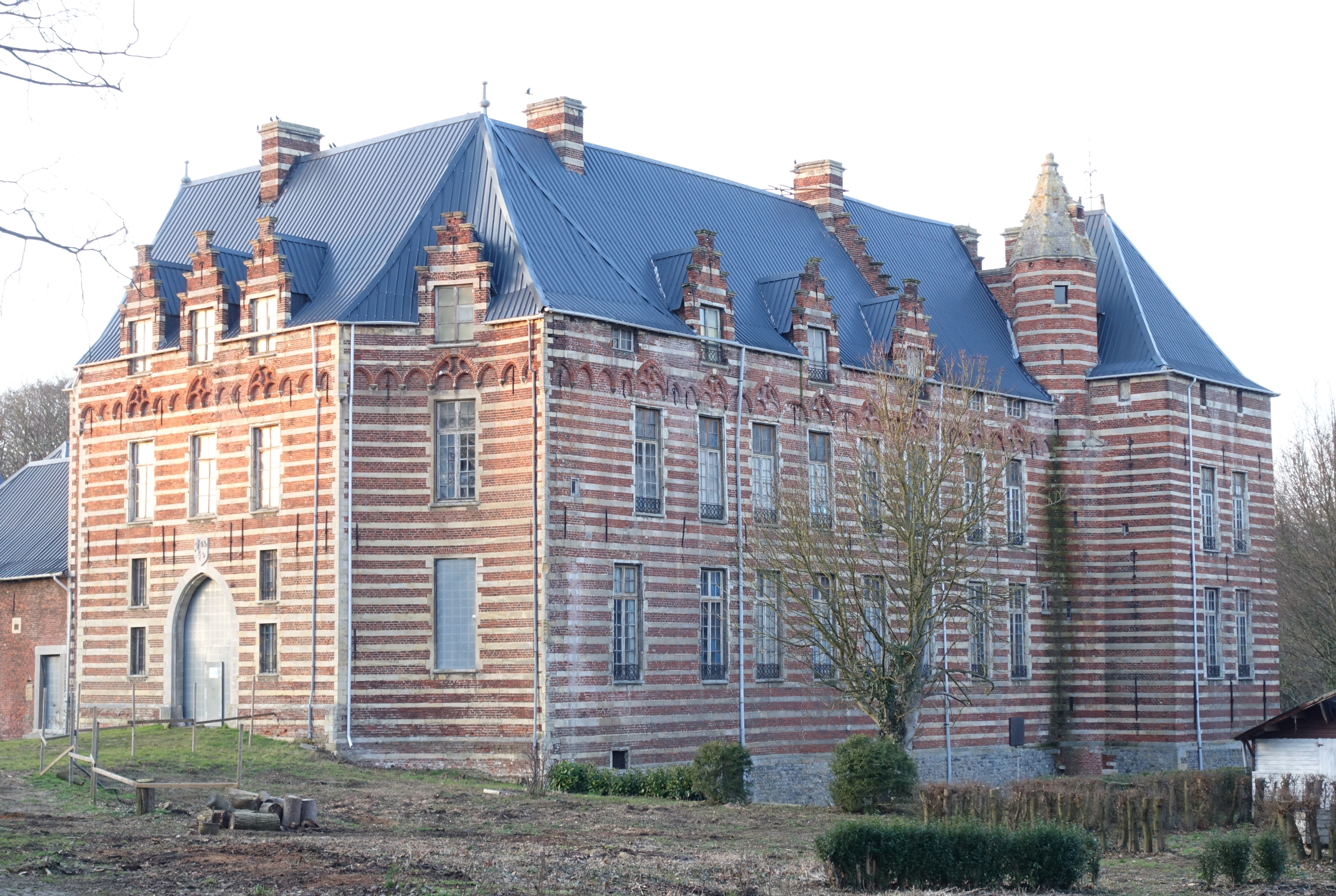
Schloss Heers

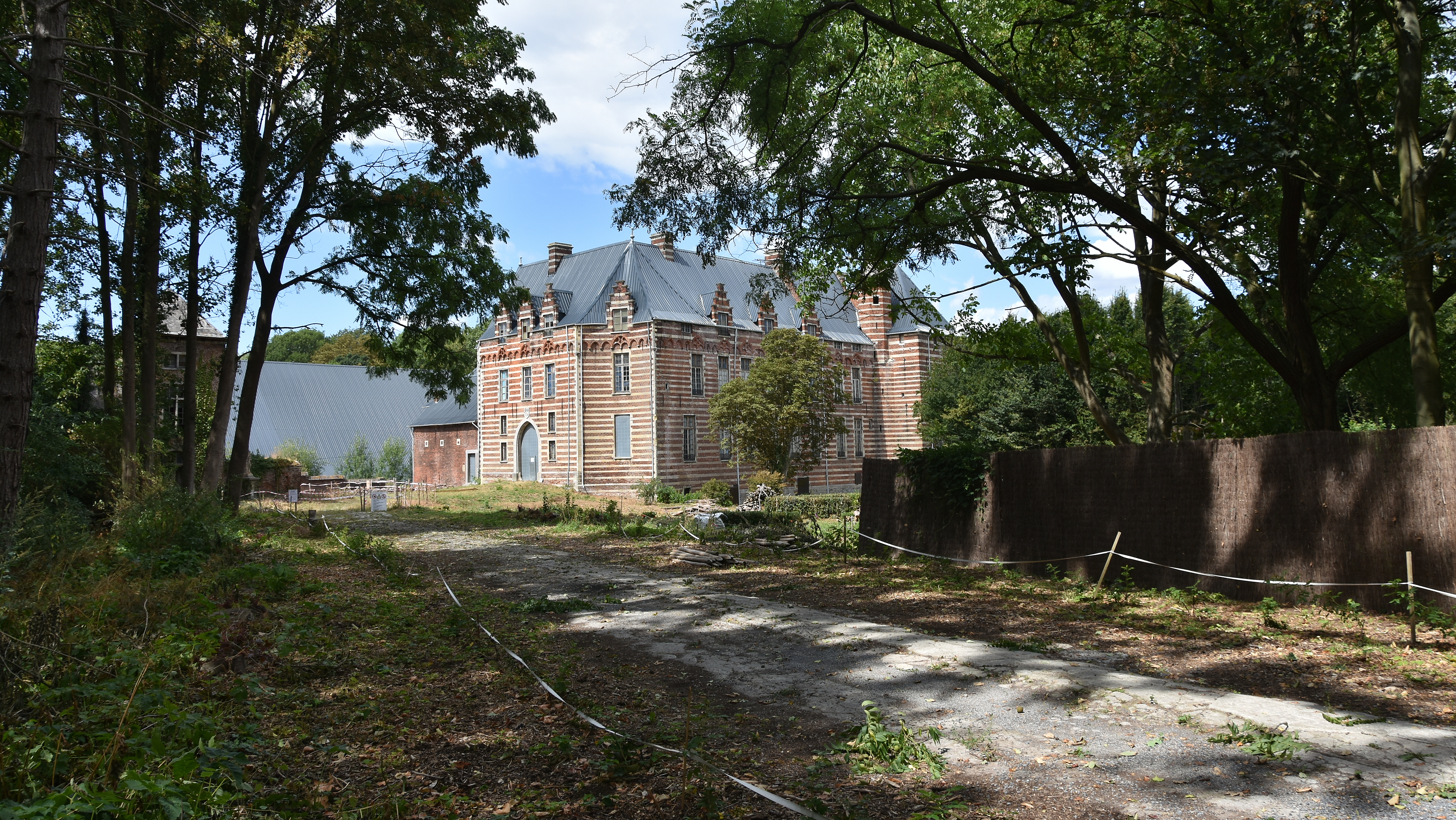

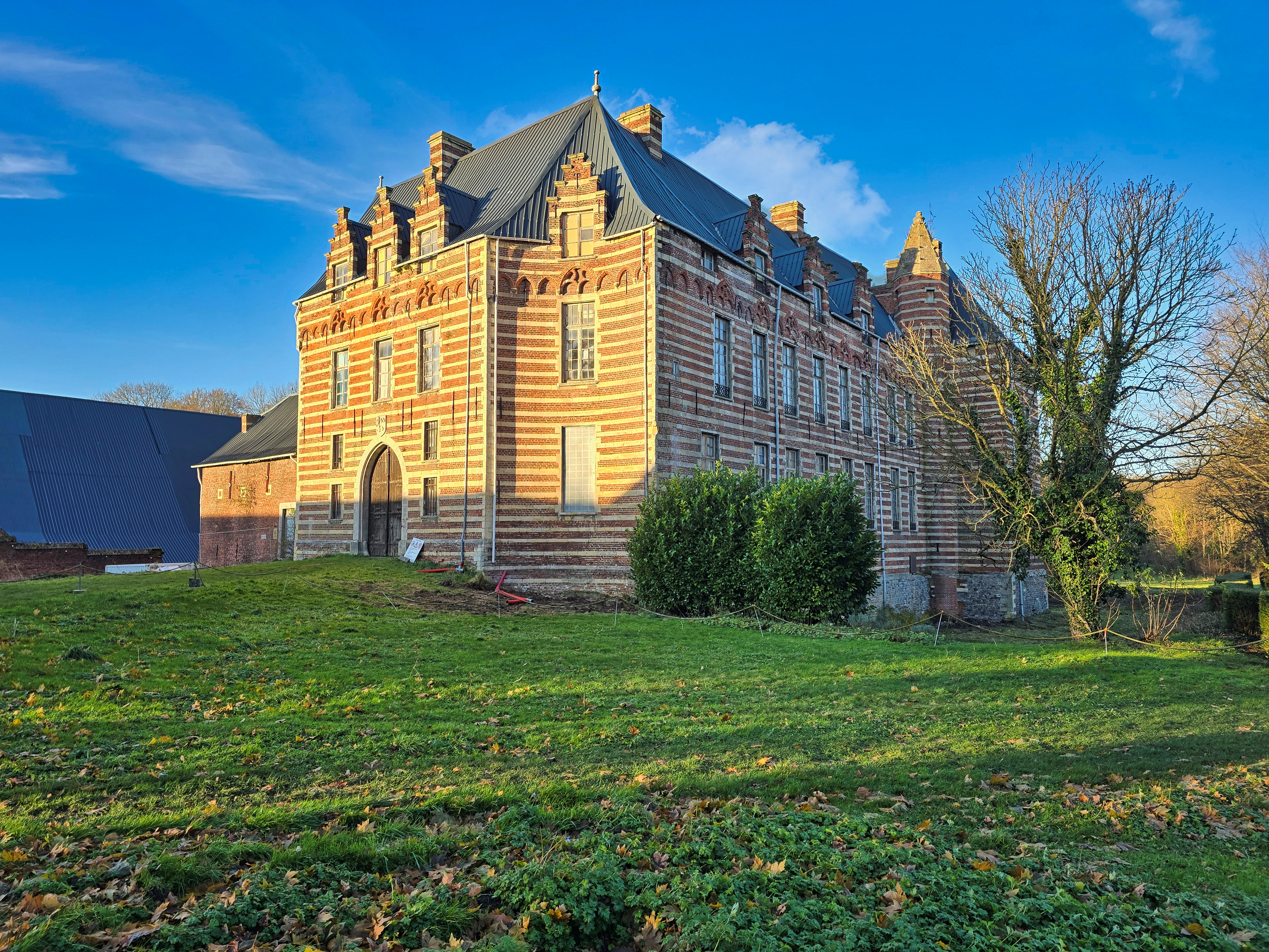
Schloss Heers

Das Schloss Heers (niederländisch Kasteel van Heers) ist ein Schloss in Heers, das sich am Nieuwe Steenweg 69–71 befindet. Es ist ein geschütztes Kulturdenkmal, dessen Geschichte auf das 13. Jahrhundert zurückgeht.

## Geschichte
Raes van Heers war der berühmteste und berüchtigtste Bewohner von Schloss Heers. Heers und seine Burg wurden von den Truppen Karls des Kühnen nach ihrem Sieg in der Schlacht von Brustem im Jahr 1467 zerstört. Nach dem Tod von Karl dem Kühnen im Jahr 1477 erhielt Raes seine Besitztümer zurück. Raes starb jedoch einige Monate später, ebenfalls im Jahr 1477. Die heutige Burg wurde um 1500 wiederaufgebaut. Im Jahr 1676 drang eine Truppeneinheit der niederländischen Republik in die Burg ein, die dann von französischen Truppen unter der Führung von Godefroy d’Estrades bombardiert wurde. Die Niederländer erhielten Verstärkung und vertrieben die Belagerer, die jedoch später im selben Jahr einen weiteren Versuch unternahmen und die Burg tatsächlich zwei Tage lang besetzten.
Im Jahr 1681 wurde die Burg von deutschen Truppen besetzt. Danach wurde es nicht mehr bewohnt und verfiel. Die Familie Van den Rivieren, Besitzer des Schlosses, ging in Konkurs und 1757 wurde das Schloss von der Abtei St. Laurentius in Lüttich an Jan-Herman van Stokkem verkauft, der es an seinen Bruder Nicolas-Erasmus weitergab. Letzterer ließ das Schloss restaurieren. Durch Heirat kam das Schloss in den Besitz der Familie Desmaisières, die bis ins 21. Jahrhundert hinein Eigentümer blieb, insbesondere die beiden Vicomte Michel und Ricardo Desmaisières im Jahr 2005. Doch aus Geldmangel ließen sie das Schloss verfallen und den Garten verwildern. Das Schloss stand seit Jahren zum Verkauf.
Die Regierung ließ daher im März 2007 das Schloss und den Bauernhof beschlagnahmen und führt seit Oktober 2008 Konservierungsarbeiten durch, um das Schloss zu restaurieren und einer neuen Nutzung zuzuführen. 2016 kaufte die Gemeinde Heers das Mobiliar des Schlosses für 5 500 Euro.
Im Mai 2021 wurde die flämische Regierung vollständiger Eigentümer, 2021 wurde das Schloss von Tourismus Flandern gekauft.

## Architektur
Das Schloss besteht aus vier Backsteinflügeln auf einem Sockel aus Feuerstein. Auffallend sind die Specklagen und Eckbänder aus Mergelstein. Der Südflügel ist das Torhaus. Das Tor stammt aus der zweiten Hälfte des 19. Jahrhunderts und trägt das Wappen der Familie Desmaisières.
Der Hauptteil des Gebäudes besteht aus dem Nord- und dem Ostflügel, mit einem schweren rechteckigen Bergfried an der Ecke. Eine Galerie ist zum Innenhof gelegen. Der Westflügel ist ein Wirtschaftsgebäude.
Im Schloss befinden sich der Grüne und der Graue Salon im Louis-seize-Stil. Es gibt auch eine Kapelle aus der gleichen Zeit. Die Keller, die im 20. Jahrhundert zugeschüttet wurden, stammen angeblich aus dem 14. Jahrhundert.
Im 3. Viertel des 17. Jahrhunderts war der Burghof L-förmig angelegt. Ab dem 19. Jahrhundert entwickelte sich das Schloss zu einem geschlossenen Gehöft. Ein Torhaus aus dem Jahr 1671 ermöglicht den Zugang zum Hof. Der Südflügel beherbergt die Ställe und das Wohnhaus des Pächters. Die große längliche Scheune stammt aus der Zeit um 1500 und wurde 1664 umgebaut. Die dreischiffige Scheune ist 18 Meter hoch und hat ein Eichenfachwerk.
Südlich der Burg befindet sich die St. Martinskirche mit einem Friedhof.

## Schlosspark
Der Schlosspark ist 5 ha groß und gehört zu einem 14 ha großen Schlossgut. Der Park wurde seit dem 17. Jahrhundert nicht mehr wesentlich verändert, aber in den letzten Jahren (bis zur Beschlagnahmung) wurde er stark vernachlässigt. Im Garten befindet sich ein Pavillon aus dem späten 18. Jahrhundert, für dessen Bau unter anderem ältere Bauteile wiederverwendet wurden.